# Mimudea squamalis
Mimudea squamalis là một loài bướm đêm trong họ Crambidae.